# THE CAVE サッカー少年救出までの18日間
『THE CAVE サッカー少年救出までの18日間』（ザ・ケイブ サッカーしょうねんきゅうしゅつまでのじゅうはちにちかん、原題：The Cave, タイ語: นางนอน Nang Non）は、2019年制作のタイ映画。
2018年に、タイでサッカーチームの少年たちが豪雨のため洞窟に取り残されたタムルアン洞窟の遭難事故と、その奇跡的な救出劇を映画化。実際に救助にあたったダイバーたちが出演している。
DVD化にあたり、邦題が『THE CAVE ザ・ケイブ レスキューダイバー決死の18日間』に改題されている。

## キャスト
- ジム・ウォーニー
- エクワット・ニラトボラパンヤー
- ジェームズ・エドワード・ホーリー
- ノパドル・ニヨムカ
- エリック・ブラウン

## 関連作品
- タムルアン洞窟の遭難事故の救出活動を描いた映画
  - THE RESCUE 奇跡を起こした者たち
  - 13人の命